# Агоста
Агоста (итал. Agosta) је насеље у Италији у округу Рим, региону Лацио.
Према процени из 2011. у насељу је живело 1054 становника. Насеље се налази на надморској висини од 352 м.

## Становништво
Према резултатима пописа становништва 2011. у општини је живело 1.760 становника.
| 1936. | 1951. | 1961. | 1971. | 1981. | 1991. | 2001. | 2011. |
| ----- | ----- | ----- | ----- | ----- | ----- | ----- | ----- |
| 2.003 | 1.909 | 1.579 | 1.280 | 1.217 | 1.450 | 1.617 | 1.760 |